# La Femme aux deux sourires
 (novembre 2022).
Si vous disposez d'ouvrages ou d'articles de référence ou si vous connaissez des sites web de qualité traitant du thème abordé ici, merci de compléter l'article en donnant les références utiles à sa vérifiabilité et en les liant à la section « Notes et références ».
La Femme aux deux sourires est un roman policier de Maurice Leblanc publié en volume in-12 aux éditions Pierre Lafitte en juillet 1933.
Le roman connaît une prépublication en 46 feuilletons dans Le Journal du 6 juillet au 20 août 1932.

## Résumé
L’inspecteur principal Gorgeret est sur la piste de Clara la Blonde, fichée comme la maîtresse du grand Paul, sur la trace duquel elle est susceptible de mettre les policiers qui l’ont prise en filature. Jolie, tournure élégante, cheveux blonds ondulés, yeux bleus, entre 20 et 25 ans, voilà un signalement qui ne pourra pas laisser indifférent un certain Monsieur Raoul. Par une chance extraordinaire, cette demoiselle vient sonner à son domicile. Par erreur, puisqu’elle voulait voir l’habitant de l’étage au-dessus, le marquis Jean d’Erlemont. Gorgeret n’est cependant pas loin derrière non plus et sonne à la même porte, mais ce n’est pas un problème pour Raoul, jamais pris au dépourvu et qui a le talent nécessaire pour faire échapper la belle. 
Arsène Lupin qui a déjà en place un complice, Courville, s’intéresse à la richesse de la famille d’Erlemont. Il avait trouvé, en effet, une lettre partiellement conservée où on peut lire entre autres mots : « L’héritage de mon grand-père demeure toujours introuvable » ; et une agence de renseignements semble déjà lancée sur l’affaire. Il n’en faut pas plus pour mettre Lupin en appétit et lui faire reprendre sa panoplie de cambrioleur. Mais il ne sera pas seul à pénétrer par effraction chez d’Erlemont car il pourra bientôt vérifier que Clara la Blonde a les mêmes talents que lui pour s’y approprier une photographie. Ensuite, on se demande si Lupin cherche vraiment une fortune ou le cœur de Clara, qu’on appelle aussi Antonine et qui prétend ne pas connaître le grand Paul…

## Adaptation à la télévision
- 1971 : La Femme aux deux sourires, épisode 8, saison 1 de la série télévisée Arsène Lupin